# Hofstetten-Grünau
Hofstetten-Grünau är en kommun  i Österrike. Den ligger i distriktet Sankt Pölten-Land i förbundslandet Niederösterreich, 70 kilometer väster om huvudstaden Wien.
Kommunen består av åtta orter (Ortschaften) (inom parentes invånarantal 1 januari 2024):

- Aigelsbach (126)
- Grünau (318)
- Grünsbach (356)
- Hofstetten (1 177)
- Kammerhof (231)
- Mainburg (345)
- Plambach (72)
- Plambacheck (87)